# Ginny
Ginny ist ein weiblicher Vorname.

## Herkunft und Bedeutung
Der Name stellt eine Nebenform von Virginia oder Ginevra dar.

## Varianten
| von Virginia - Virginie - Geena - Ginger - Gini - Ginia - Ginga | von Ginevra - Guinevere - Gennavar - Ginebra - Ginover - Guenièvre - Gwenhwyvar |

## Bekannte Namensträgerinnen
- Ginny Andersen (* 1975), neuseeländische Politikerin (Labour Party)
- Ginny Brown-Waite (* 1943), US-amerikanische Politikerin (Republikanische Partei)
- Ginny Holder (* 1969), britische Schauspielerin

## Literarische Figuren
- Ginny Weasley aus J. K. Rowlings „Harry Potter“.
- Königin Guinevere, Frau von König Artus aus der Artussage

## Musik
- „Ginny Come Lately“, Song des US-amerikanischen Popsängers Brian Hyland, auch interpretiert von Albert West